# Куклін Володимир Юрійович
Володи́мир Ю́рійович Куклін (* 15 травня 1947, с. Гризуче Костромської області РРФСР) — український політичний діяч, міський голова Павлограда у 2006—2010 роках. Заслужений шахтар України.

## Біографія
Народився 15 травня 1947 року в селі Гризуче Павінського району Костромської області РРФСР.
У 1967 році закінчив Кізеловський гірничий технікум, поступив на гірничий факультет Пермського політехнічного інституту за спеціальністю «Технологія та комплексна механізація підземної розробки родовищ корисних копалень».
Із 1968 року по жовтень 1983 року працює на шахті ім. 40-річчя Жовтня комбінату «кизелуголь» електрослюсарем, згодом — головним інженером шахти.
З 1983 року працює в об'єднанні «Павлоградвугілля». Працював начальником зміни на шахті «Тернівська», з січня 1984 р. — начальником дільниці з видобутку вугілля на шахті «Дніпровська». В 1986 р. був призначений головним інженером шахти «Дніпровська». З 1992 р. до 1998 р. працював технічним директором — головним інженером «Павлоградвугілля», з 1999 р. по 2000 р. — начальником Павлоградського сектору ДП «Придніпровський експертно-технічний центр держнагляду охорони праці». З 2000 р. — директор шахти ім. Героїв космосу.
У 2004 році захистив кандидатську дисертацію на тему «Геомеханічне обґрунтування параметрів способів кріплення та охорони виробок в нестійких породах при інтенсивному відпрацюванні пологих вугільних пластів».
Із квітня 2006 року до листопада 2010 року — міський голова Павлограда Дніпропетровської області.

## Відзнаки, нагороди
Заслужений шахтар України, повний кавалер знаків «Шахтарська слава» та «Шахтарська доблесть». Кандидат технічних наук.